# Karl Fajkmajer
Karl Fajkmajer (* 12. August 1884 in Wien; † 16. Mai 1916 bei Monfalcone, Italien) war ein österreichischer Historiker und Politiker (CS).

## Leben
Fajkmajer studierte Geschichte in Wien und absolvierte einen dreijährigen Ausbildungskurses am Institut für Österreichische Geschichtsforschung. Er trat 1907 in den Archivdienst der Stadt Wien. 1913 wurde er Archivs-Adjunkt in der VIII. Rangklasse, was auf eine sehr gute Laufbahn hinweist. Er war Gründer der christlich-deutschen Jungmannschaft in Wien. Seine Arbeitsgebiete waren Verfassungs- und Wirtschaftsgeschichte.
Karl Fajkmajer ist im Ersten Weltkrieg am 16. Mai 1916 bei Monfalcone in Italien gefallen.